# سید حسین نورصادقی
سید حسین نور صادقی اصفهانی، متخلص به سعادت نوری، زاده (۶ آبان ۱۲۸۹ش- ۲۴ شوال ۱۳۲۸ق) در اصفهان است.
سید حسین نور صادقی، تحصیلات ابتدائی را در دبستان فرهنگ و متوسطه را در دبیرستان صارمیه اصفهان و تحصیلات عالیه را در دانش سرای عالی انجام داد. سپس به استخدام بانک کشاورزی درآمد ولی پس از یک سال استعفا داده و به تجارت، نویسندگی و روزنامه‌نگاری پرداخت. وی روزنامه «نقش جهان» را از سال ۱۳۲۲ تا ۱۳۳۶ ش منتشر کرد. او به زبان‌های انگلیسی و عربی آشنا بود و به چند کشور اروپائی سفر کرد و سرانجام در سال ۱۳۷۲ ش در تهران وفات یافت.

## تالیفات
- «اصفهان»
- «ترجمه» سه منجم روسی و سه منجم انگلیسی» (نوشته ژول ورن)
- «ترجمه سفرنامه او ژن فلاندن به ایران»
- «ترجمه هشت سال در ایران» (نوشته سر پرسی سایکس)
- «ترجمه قتل دوشس»
- «گلهای سعادت»
- «شهرهای تاریخی ایران»
- «ظل السلطان»
- رجال دوره قاجاریه
- تاریخ مختصر ایران
- سفرنامه ویلسن

## مقالات
- دیدارها و یادگارها: خاطرات مدیر مجله یغما، حسین سعادت نوری - حبیب یغمایی.  آینده:  سال هشتم اردیبهشت ۱۳۶۱، شماره ۲.
- میرزا عبدالحسین سر رشته دار اصفهانی و میرزا حسین خان مستوفی، حسین سعادت نوری. وحید: اردیبهشت ۱۳۴۸، شماره ۶۵.
- شیخ محمد باقر نجفی متخلص به الفت، حسین سعادت نوری، ارمغان: دوره سی و هفتم فروردین ۱۳۴۷ شماره ۱.